# PGC 11
PGC 11 je lečasta galaksija v ozvezdju Oktanta. Galaksija je v sistemu z galaksijama PGC 8 in PGC 9.